# Abd-al-Hakim (nom)
Abd-al-Hakim és un nom masculí teòfor àrab islàmic —en àrab عبد الحكيم, ʿAbd al-Ḥakīm— que literalment significa «Servidor del Savi», essent «el Savi» un dels epítets de Déu. Si bé Abd-al-Hakim és la transcripció normativa en català del nom en àrab clàssic, també se'l pot trobar transcrit Abdul Hakim... normalment per influència de la pronunciació dialectal o seguint altres criteris de transliteració. Com a teòfor, també el duen molts musulmans no arabòfons que l'han adaptat a les característiques fòniques i gràfiques de la seva llengua: en bosnià, Abdulhakim.
Vegeu aquí personatges i llocs que duen aquest nom.